# Волна Стоунли
Волна Стоунли (англ. Stoneley wave) — поверхностная акустическая волна. Названа в честь британского сейсмолога Роберта Стоунли, который открыл этот тип волн в 1924 году.

## Описание
Распространяется вдоль границы твёрдого или жидкого полупространства, а также (если плотности и упругие модули различаются незначительно) вдоль границы двух твёрдых полупространств без дисперсии. Так же, как и у других поверхностных волн, скорость волны Стоунли меньше, чем у объёмных (продольных и поперечных) волн.
С удалением от границы раздела сред волна Стоунли быстро затухает. Для волны Стоунли характерна эллиптическая поляризация, ориентированная по нормали к границе. Волны Стоунли наблюдаются в скважинах при выполнении акустического каротажа.

## Параметры
Скорость волны Стоунли зависит от плотностей сред над и под границей, а также скоростей продольных и поперечных волн.